# Eliteserien (Dänemark) 1989/90
Die Saison 1989/90 war die fünfte Spielzeit der Eliteserien, der höchsten dänischen Eishockeyspielklasse. Meister wurden zum insgesamt fünften Mal in der Vereinsgeschichte der Rødovre SIK. Der Vojens IK stieg in die zweite Liga ab.

## Modus
In der Hauptrunde absolvierte jede der acht Mannschaften insgesamt 28 Spiele. Die vier bestplatzierten Mannschaften qualifizierten sich für die Playoffs, in denen der Meister ausgespielt wurde. Der Letztplatzierte stieg in die zweite Liga ab. Für einen Sieg erhielt jede Mannschaft zwei Punkte, bei einem Unentschieden gab es einen Punkt und bei einer Niederlage null Punkte.

## Hauptrunde
|    | Klub             | Sp | S  | U | N  | T   | GT  | Punkte |
| -- | ---------------- | -- | -- | - | -- | --- | --- | ------ |
| 1. | Rødovre SIK      | 28 | 22 | 0 | 6  | 142 | 94  | 44     |
| 2. | Herning IK       | 28 | 18 | 1 | 9  | 166 | 94  | 37     |
| 3. | Frederikshavn IK | 28 | 17 | 1 | 10 | 142 | 82  | 35     |
| 4. | Hellerup IK      | 28 | 14 | 3 | 11 | 124 | 96  | 31     |
| 5. | Herlev IK        | 28 | 13 | 2 | 13 | 127 | 114 | 28     |
| 6. | Esbjerg IK       | 28 | 12 | 3 | 13 | 123 | 123 | 27     |
| 7. | AaB Ishockey     | 28 | 10 | 0 | 18 | 120 | 148 | 20     |
| 8. | Vojens IK        | 28 | 1  | 0 | 27 | 55  | 248 | 2      |

Sp = Spiele, S = Siege, U = Unentschieden, N = Niederlagen

## Finalrunde
In den Playoffs setzte sich der Rødovre SIK durch und wurde Meister.